# Reálné gymnázium v Dušní
Reálné gymnázium v Dušní ulici (Státní reálka Praha I., Dušní 7 ) je bývalá střední škola v Praze. V její budově sídlí Obchodní akademie Dušní.

## Historie
Původní státní reálka založená pro Staré Město roku 1897 sídlila v pronajatých prostorách soukromého domu čp. 87/4 na rohu ulic Platnéřská a Křižovnická, v takzvaném „Šosovním domě“. Stalo se tak poté, co více než 30 let se Staré Město pražské domáhalo založení vyšší státní reálky. Město Praha podle dohody mělo zajistit místnosti a vídeňská vláda slíbila zařídit ostatní potřebné záležitosti. Pražský stavební úřad vyhlédl pro školu nově postavený dům (arch. Mráček) a započal s jeho adaptací na školu - ve druhém a třetím patře byly zbourány příčky mezi pokoji pro prostorné školní místnosti a v prvním patře upraven byt pro ředitele. Do čtvrtého patra se pak za rok přemístila kreslírna a rýsovna. Tělocvična v domě nebyla a tak žáci chodili cvičit do školy u svatého Františka, která se nacházela naproti. V květnu roku 1897 byl vypsán konkurz na místa učitelů a ředitele a již 5. července bylo uveřejněno v úředních listech jejich jmenování. Prvními profesory se stali Vilém Appelt, Jan John, Karel Kotrč, Augustin Hlaváček, dr. Jaroslav Kosina a Jaroslav Klusáček. Později k nim přibyl také Josef Klenka a Julius Košnář. Umístění školy v Platnéřské ulici bylo ale dočasné. Pro nevyhovující prostory se škola brzy stěhovala do nové budovy severně od kostela svatého Salvatora postavené v letech 1901-1902 architektem Františkem Schlafferem podle plánů ing. K. Havlíčka.
Od školního roku 1941-42 změnila status na reálné gymnázium, od roku 1948 na gymnázium, zrušena byla roku 1953.

## Názvy školy
(C. k. česká reálka staroměstská)
- Státní reálka Praha I., Dušní 7
- po r. 1941/42 reálné gymnasium
- od r. 1948 gymnasium (J. Fučíka)[1]

## Učitelé a absolventi
Ředitelé
- Mikuláš Hofmann 1897-1907
- Karel Šedivý od 1913

Učitelé
- Josef Klenka
- Arnošt Novák
- Karel Vorovka
- Vladimír Schulz
- Ferdinand Hrejsa

Absolventi
- Věra Saudková